# Sporting (nouvelle)
Sporting est une nouvelle de Marcel Aymé, parue dans Candide en 1933.

## Historique
Sporting est une nouvelle de Marcel Aymé, parue dans Candide no 498, le 28 septembre 1933 sous le titre L’Espérance et le Sporting (Nouvelle inédite par Marcel Aymé) et dans Le Journal de Shangai, le 4 novembre 1934 (Conte humoristique par Marcel Aymé).

## Résumé
« La campagne qui précéda les élections au siège de conseiller général du canton de Castalin fut l'occasion d'une double manifestation sportive... »

D'une part, la société de gymnastique, l'Espérance, est présidée par M. Labédoulière, candidat sortant, radical-socialiste, d'autre part, le Sporting club castalinois, équipe de rugby fondée par le docteur Dulâtre, « l'homme de la droite »...